# Son Hwa-yeon
Son Hwa-yeon (koreanisch 손화연; * 15. März 1997) ist eine südkoreanische Fußballnationalspielerin.

## Karriere

### Vereine
Ab der Saison 2018 spielte sie für den Changnyeong WFC. Zur Spielzeit 2021 folgte ihr Wechsel zu den Incheon Hyundai Steel Red Angels.

### Nationalmannschaft
Nach der südkoreanischen U-17 nahm sie mit der U19 an der Asienmeisterschaft 2015 teil. Zudem war sie Teil der Mannschaft bei der Universiade 2007.
Mit der A-Nationalmannschaft hatte sie ihr Debüt am 4. Juni 2016 bei einem 5:0-Freundschaftsspielsieg über Myanmar, wo sie zwei Tore erzielte. Nachdem sie bei der Asienmeisterschaft 2018 auf zwei Einsätze gekommen war, folgten ein paar weitere Tore bei den Asienspielen 2018. Bei dem Qualifikationsturnier für das Fußball-Turnier der Olympischen Spiele 2020 kam sie in den beiden Finalspielen zum Einsatz.
Nach der Asienmeisterschaft 2022, wo sie in allen Partien zum Einsatz kam, und ein Tor erzielte, war sie bei der Ostasienmeisterschaft 2022 dabei.
Am 5. Juli 2023 wurde sie für die WM 2023 nominiert.